# Инуиты
Инуи́ты (англ. Inuit, инуктитут ᐃᓄᐃᑦ, «люди») — этническая группа коренных народов Северной Америки, населяющая приблизительно треть площади северных территорий Канады от полуострова Лабрадор до устья реки Маккензи.
Входит в более многочисленную группу коренных народов Севера, объединённых под общим названием «эскимосы».
Общая численность инуитов, по данным переписи населения 2006 года, — 50 485 человек (по данным переписи 2011 года — 59 000).
Исторически, в зависимости от мест преимущественного проживания и особенностей культуры и языка, инуиты делятся на восемь основных подгрупп: лабрадорские инуиты (Labrador Inuit), унгавские (или квебекские) инуиты, инуиты Баффиновой Земли, иглулик (Igloolik), карибу (Caribou), нетсилик (Netsilik), инуиты Западной Арктики (Copper and Western Arctic Inuit). К инуитам также причисляют коренных жителей Гренландии калааллитов, а также порядка 2000 аборигенов восточных областей Чукотки.
Рождаемость инуитов Аляски составляла 6,9 детей на среднюю женщину старше 45 лет в 1960 году, а эскимосов туле в Гренландии — по 3,5 ребёнка на среднюю женщину после окончания репродуктивного возраста в 1950 году.
Инуиты говорят на инуитских языках эскимосско-алеутской языковой семьи. Согласно переписи населения 2011 года, 34 670 человек назвали родным один из этих языков. Более половины инуитов сегодня проживают на территории Нунавут в Канаде.
Являются одной из трёх групп коренных народов (помимо индейцев и метисов), признанных Конституцией Канады как самобытный народ с уникальной историей, языками, культурными обычаями и духовными верованиями.
Изучение ДНК инуитов показало, что 80 % мужчин обладают Y-хромосомной гаплогруппой Q, 11,7 % — гаплогруппой R1, 8,3 % относятся к другим гаплогруппам. Анализ геномов 18 инуитов показал, что гренландские эскимосы 20 тысяч лет назад претерпели последствия эффекта бутылочного горлышка, из-за значительного уменьшения численности популяции.

## Этимология
Слово инуит в переводе с языка инуктитут означает «человек». Это именование относится к эскимосам Канады, или американским эскимосам, проживающим вдоль арктического побережья Северной Америки. Слово произошло из самоназвания инуитов, которое закрепилось вследствие движения за более «притягательное и исконное» именование народа.
В 1970 году на Совете северного Квебека представители эскимосов закрепили название «инуиты» за своим народом.

## История
По антропологическим данным, инуиты являются потомками представителей культуры туле, которые вышли из Аляски в X веке н. э., а также распространились на восток через Арктику. Они вытеснили близкую к ним культуру дорсет, последнюю крупную палеоэскимосскую культуру (на инуктитуте она называется туниит). Эскимосские легенды представляют туниитов как гигантов, которые были выше и сильнее инуитов. В некоторых случаях представителей культуры дорсет относят к карликам. Исследователи полагают, что у представителей культуры дорсет не хватало собак, оружия и других технологий, давших преимущество расширяющемуся инуитскому обществу. К XIV веку инуиты обосновались в западной Гренландии и поселились в восточной в течение следующего столетия.
Столкнувшись с демографическим давлением Туле и других окружающих групп, таких как алгонкины и сиу на юге, тунииты постепенно отступали. Считается, что данный народ вымер между XV и XVI веками.
В середине 1950-х годов исследователь Генри Коллинз определил, что руины, обнаруженные в Нейтив-Пойнте, принадлежат садлермиутам, одним из последних представителей культуры дорсет. Поселения садлермиутов существовали вплоть до зимы 1902—1903 годов, пока под воздействием новых инфекционных болезней, привнесённых европейцами, они не перестали существовать как народ. По последним данным исследований митохондриальных гаплогрупп, поддерживается теория преемственности между туниитами и садлермиутами. Кроме того, имеются доказательства, что миграция населения в пределах Алеутских островов не происходила между переходом от дорсет к туле. В отличие от других групп населения туниитов, алеуты и садлермиуты выиграли как от географической изоляции, так и от возможности перенять некоторые культурные особенности Туле.
В Канаде и Гренландии ареал проживания инуитов располагается к северу от арктической границы леса. Самое южное официально признанное инуитское сообщество проживает в Риголете, Нунатсиавут.
Первыми европейцами, вышедшими на контакт с инуитами, стали викинги, которые обосновались в Гренландии и исследовали восточное побережье современной Канады. В норвежских сагах описана встреча со скрелингами — вероятно, это ярлык для наименования всех коренных американцев без различий, с которыми столкнулись норвежцы, будь то тунииты, инуиты или беотуки.

## Языки
Инуитские языки — языковая группа, входящая в эскимосскую ветвь эскимосско-алеутской семьи. Насчитывает пять живых языков, которые, в свою очередь, делятся на множество наречий и диалектов. Общая численность говорящих на инуитских языках — около 90 тыс. человек. Включают аляскинско-инуитские языки, западно-канадский инуитский язык, восточно-канадский инуитский язык, гренландский язык и др.
Латиница Гренландии для записи гренландского языка была схожа с той, что используется в Лабрадоре, но подверглась реформе правописания в 1973 году с целью привести орфографию в соответствие с изменениями в произношении и лучше отразить фонематический инвентарь языка. Юпикские языки Сибири (России) используют кириллицу. В Канаде для записи этих языков используются как латиница, так и канадское слоговое письмо.